# Antipodochlora braueri
Antipodochlora braueri là một loài chuồn chuồn ngô thuộc họ Corduliidae. Nó là loài đặc hữu của New Zealand. Môi trường sống tự nhiên của nó là các con sông.

## Hình ảnh

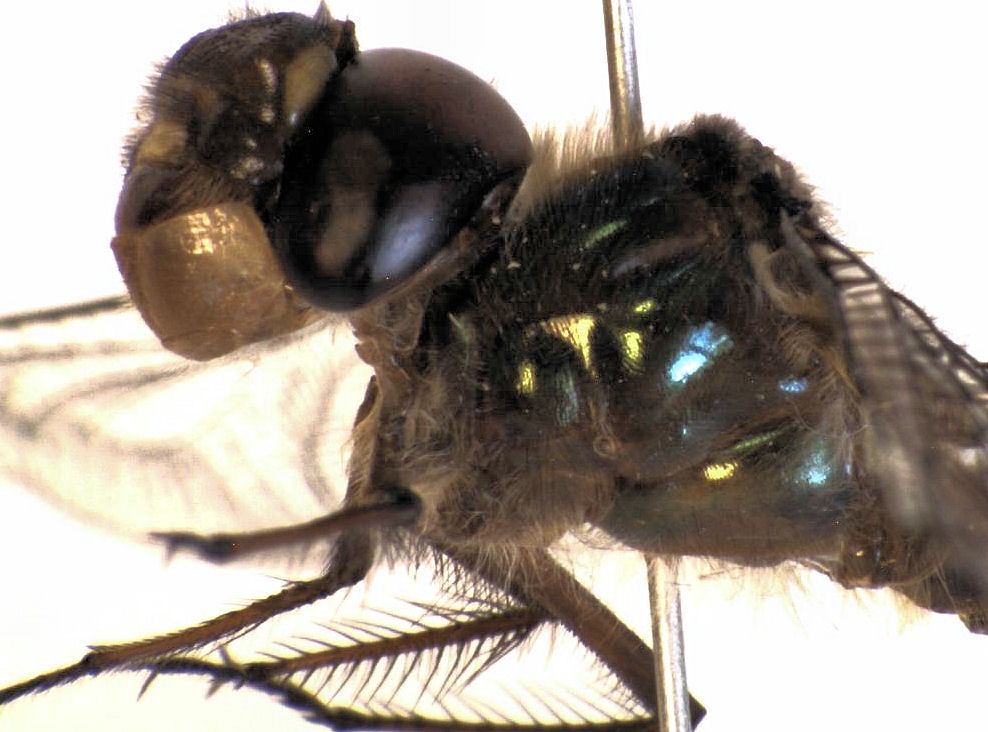